# 大庭萱朗
大庭 萱朗（おおば かやあき、1962年 - ）は、文芸編集者。北海道生まれ。
出版社勤務を経て、文芸評論家・フリー編集者として活動する。

## 編・解説
- 「田中小実昌エッセイ・コレクション 1　ひと」 筑摩書房・ちくま文庫、2002
- 「田中小実昌エッセイ・コレクション 2　旅」 ちくま文庫、2002
- 「田中小実昌エッセイ・コレクション 3　映画」 ちくま文庫、2002
- 「田中小実昌エッセイ・コレクション 4　おんな」 ちくま文庫、2003
- 「田中小実昌エッセイ・コレクション 5　コトバ」 ちくま文庫、2003
- 「田中小実昌エッセイ・コレクション 6　自伝」 ちくま文庫、2003
- 「色川武大・阿佐田哲也エッセイズ 1　放浪」 ちくま文庫、2003
- 「色川武大・阿佐田哲也エッセイズ 2　芸能」 ちくま文庫、2003
- 「色川武大・阿佐田哲也エッセイズ 3　交遊」 ちくま文庫、2003
- 「野坂昭如エッセイ・コレクション 1　プレイボーイ」 ちくま文庫、2004
- 「野坂昭如エッセイ・コレクション 2　焼跡闇市派」 ちくま文庫、2004
- 「野坂昭如エッセイ・コレクション 3　ポルノグラファー」 ちくま文庫、2004
- 「流浪－金子光晴エッセイ・コレクション」 ちくま文庫、2006
- 「反骨－金子光晴エッセイ・コレクション」 ちくま文庫、2006
- 「異端－金子光晴エッセイ・コレクション」 ちくま文庫、2006
- 「田中小実昌ベスト・エッセイ」 ちくま文庫、2017
- 「色川武大・阿佐田哲也ベスト・エッセイ」 ちくま文庫、2018
- 「殿山泰司ベスト・エッセイ」 ちくま文庫、2018